# Ташо Ташев
Ташо Ангелов Ташев е български лекар и диагностик, основоположник на българските школи по гастроентерология, хранене и диетика и обезитология. Академик на БАН.

## Биография
Роден е в село Дълбок извор през 1909 година. Брат е на архитект проф. Петър Ташев.
Завършил е хуманитарна медицина в Тулуза, Франция през 1936 година. Постигнал научно звание академик на Българската академия на науките и е приет за действителен член на няколко чуждестранни академии на науките.
Той е един от четиримата лекари основатели на Института за специализация и усъвършенстване на лекарите (ИСУЛ) през 1950 г. и негов заместник-ректор; основател е на Института по хигиена и първи ръководител на Катедрата по гастроентерология към Медицинска академия. Д-р Ташев бил забележителен диагностик и истински народен лекар. Винаги изпращал пациентите си с думите „Със здраве!“ и никога не казвал „Довиждане“ от лекарския кабинет. Неговото име носи Клиниката по гастроентерология към ИСУЛ. Под негово ръководство и инициатива се провеждат първите големи проучвания в България на храненето и на здравното състояние на населението .